# Chamseddine Harrag
Chamseddine Harrag (en arabe : شمس الدين حراڨ) est un footballeur algérien né le 10 août 1992 à Bourouba dans la wilaya d'Alger. Il évolue au poste de milieu défensif.

## Biographie
Il évolue d'abord en première division algérienne avec son club formateur de l'USM El Harrach.
Il dispute la Coupe de la confédération saison 2018-19 avec le NAHD. Il joue 9 matchs.
En juillet 2019, il rejoint le club Algérois, le MC Alger pour un contrat de trois ans.
Il dispute aussi la Ligue des champions de la CAF saison 2020-21 avec le MCA.